# La Chivería
La Chivería är en ort i Mexiko.   Den ligger i kommunen Xico och delstaten Veracruz, i den sydöstra delen av landet, 230 km öster om huvudstaden Mexico City. La Chivería ligger 993 meter över havet och antalet invånare är 176.
Terrängen runt La Chivería är kuperad. Runt La Chivería är det tätbefolkat, med 331 invånare per kvadratkilometer. Närmaste större samhälle är Xalapa, 15,7 km norr om La Chivería. I omgivningarna runt La Chivería växer huvudsakligen savannskog.